# حرب الحدود (برنامج)
حروب الحدود برنامج تليفزيوني امريكي وثائقي يعرض على قناة ناشونال جيوغرافيك. يظهر هذا البرنامج دور كلا من وكالة دوريات الحدود الأمريكية، الجمارك الأمريكية وحماية الحدود وادارة الهجرة والجمارك وغيرها من الاقسام التابعة لوزارة الامن الداخلي في التحقيق والقبض على المهاجرين غير الشرعيين ومهربي المخدرات وغيرهم من المجرمين الذين ينتهكون قوانين الهجرة.
تتبلع السلسلة أيضا أنشطة وكالة حظر الطيران، وكالة الحظر البحري والمسئولين عن القيام بدوريات على طول الحدود بين الولايات المتحدة الامريكية والمكسيك وكذلك جنوب فلوريدا وبورتوريكو.

## الحلقات
| الموسم | الموسم | عدد الحلقات | أول بث على الهواء | آخر بث على الهواء |
| ------ | ------ | ----------- | ----------------- | ----------------- |
|        | 1      | 5           | 1 يناير 2010      | 10 فبراير 2010    |
|        | 2      | 17          | 29 أغسطس 2010     | 31 يناير 2011     |
|        | 3      | 13          | 4 سبتمبر 2011     | 27 نوفمبر 2011    |
|        | 4      | 12          | 9 يوليو 2012      | 24 سبتمبر 2012    |
|        | 5      | 9           | 14 نوفمبر 2012    | 16 يناير 2013     |

### الموسم 1: 2010
| ر. الإجمالي | العنوان             | تاريخ العرض الأصلي |
| ----------- | ------------------- | ------------------ |
| 1           | «الدفاع الأخير»     | 10 يناير 2010      |
| 2           | «مدينة تحت الحصار»  | 11 يناير 2010      |
| 3           | «انتهاء الظلام»     | 18 يناير 2010      |
| 4           | «الخطوط الأمامية»   | 25 يناير 2010      |
| 5           | «لا نهاية في الأفق» | 10 فبراير 2010     |

### الموسم 2: 2010–11
| ر. الإجمالي | العنوان                      | تاريخ العرض الأصلي |
| ----------- | ---------------------------- | ------------------ |
| 1           | «الموت على ريو غراندي»       | 29 أغسطس 2010      |
| 2           | «نقطة تفتيش تكساس»           | 1 سبتمبر 2010      |
| 3           | «الطريق السريع للتهريب»      | 8 سبتمبر 2010      |
| 4           | «الضياع في النهر»            | 15 سبتمبر 2010     |
| 5           | «المال القبيح»               | 29 سبتمبر 2010     |
| 6           | «ضباب الحرب»                 | 6 أكتوبر 2010      |
| 7           | «المخدرات الخفية»            | 13 أكتوبر 2010     |
| 8           | «المطاردة»                   | 20 أكتوبر 2010     |
| 9           | «تهريب المخدرات منتصف الليل» | 3 نوفمبر 2010      |
| 10          | «تمثال 3000 باوند كورك»      | 10 نوفمبر 2010     |
| 11          | «القتل على البحيرة»          | 17 نوفمبر 2010     |
| 12          | «العصابة المتحدة»            | 1 ديسمبر 2010      |
| 13          | «مطاردة عالية السرعة»        | 8 ديسمبر 2010      |
| 14          | «حملة كارتل»                 | 15 ديسمبر 2010     |
| 15          | «العواصف»                    | 22 ديسمبر 2010     |
| 16          | «مستودع الأعشاب»             | 5 يناير 2011       |
| 17          | «يوم الأحد العظيم»           | 31 يناير 2011      |

### الموسم 3: 2011
| ر. الإجمالي | العنوان                 | تاريخ العرض الأصلي |
| ----------- | ----------------------- | ------------------ |
| 1           | «الإستيلاء والتدمير»    | 4 سبتمبر 2011      |
| 2           | «لسعة الكوكايين»        | 4 سبتمبر 2011      |
| 3           | «إعصار ماريجوانا»       | 11 سبتمبر 2011     |
| 4           | «نفق المهربيين»         | 18 سبتمبر 2011     |
| 5           | «تهريب المخدرات»        | 25 سبتمبر 2011     |
| 6           | «عاصمة القتل»           | 2 أكتوبر 2011      |
| 7           | «ممر كارتل»             | 16 أكتوبر 2011     |
| 8           | «البضائع المحظورة»      | 23 أكتوبر 2011     |
| 9           | «الذهاب تحت الأرض»      | 30 أكتوبر 2011     |
| 10          | «نهر تحت الحصار»        | 6 نوفمبر 2011      |
| 11          | «ناقلة المخدرات السامة» | 13 نوفمبر 2011     |
| 12          | «مخبأ المليون دولار»    | 20 نوفمبر 2011     |
| 13          | «نهر المواجهة»          | 27 نوفمبر 2011     |

### الموسم 4: 2012
| ر. الإجمالي | العنوان                   | تاريخ العرض الأصلي |
| ----------- | ------------------------- | ------------------ |
| 1           | «رصاص على الحدود»         | 9 يوليو 2012       |
| 2           | «نقل الميث»               | 16 يوليو 2012      |
| 3           | «الممر المحظور»           | 23 يوليو 2012      |
| 4           | «ريو غراندي ريف»          | 30 يوليو 2012      |
| 5           | «الممر المخفي»            | 6 أغسطس 2012       |
| 6           | «مخبأ كارتل كاش»          | 13 أغسطس 2012      |
| 7           | «متسلقي السياج»           | 20 أغسطس 2012      |
| 8           | «دخان الممر»              | 27 أغسطس 2012      |
| 9           | «فخ منتصف الليل للمخدرات» | 3 سبتمبر 2012      |
| 10          | «جنة الكوكايين»           | 10 سبتمبر 2012     |
| 11          | «شاحنة تفريغ الكوكايين»   | 17 سبتمبر 2012     |
| 12          | «المال في الخزان»         | 24 سبتمبر 2012     |

### الموسم 5: 2012-13
| ر. الإجمالي | العنوان                      | تاريخ العرض الأصلي |
| ----------- | ---------------------------- | ------------------ |
| 1           | «حركة المرور»                | 14 نوفمبر 2012     |
| 2           | «ألعاب الحروب»               | 21 نوفمبر 2012     |
| 3           | «حرب الشوارع»                | 28 نوفمبر 2012     |
| 4           | «عمليات خاصة»                | 5 ديسمبر 2012      |
| 5           | «المال والفساد»              | 12 ديسمبر 2012     |
| 6           | «الحرب أتت إلى المنزل»       | 19 ديسمبر 2012     |
| 7           | «الحيوانات في خطوط الأمامية» | 2 يناير 2013       |
| 8           | «مخبأ المهربيين»             | 9 يناير 2013       |
| 9           | «دورية 24 ساعة»              | 16 يناير 2013      |

## وصلات خارجية
- حرب الحدود على موقع IMDb (الإنجليزية)
- حرب الحدود على موقع نتفليكس (الإنجليزية)
- حرب الحدود على موقع قاعدة بيانات الفيلم (الإنجليزية)
- الموقع الرسمي للبرنامج
- حرب الحدود- على قاعدة بيانات الأفلام على الإنترنت